# Pizzo Paglia
Il Pizzo Paglia (2.593 m s.l.m. - detto anche Saas de la Paia) è una montagna delle Alpi dell'Adula nelle Alpi Lepontine. Si trova nel Canton Grigioni a poca distanza dal confine con l'Italia.

## Descrizione
Il Pizzo Paglia è la montagna più importante della cosiddetta Catena dei Muncech, dorsale che dal Passo San Jorio arriva fino al Monte Berlinghera e separa la svizzera Val Mesolcina dalla parte alta del Lago di Como.